# تام اوون
تام اوون (انگلیسی: Tom Owen؛ زادهٔ ۸ آوریل ۱۹۴۹) بازیگر اهل بریتانیا است.
از فیلم‌ها یا مجموعه‌های تلویزیونی که وی در آن‌ها نقش داشته‌است، می‌توان به در انتهای دوران میانسالی اشاره نمود.